# Lophodermium phlogis
Lophodermium phlogis är en svampart som beskrevs av Bonar & W.B. Cooke 1942. Lophodermium phlogis ingår i släktet Lophodermium och familjen Rhytismataceae.   Inga underarter finns listade i Catalogue of Life.